# Victor Brauner
Victor Brauner (15 de junio de 1903 - 12 de marzo de 1966) fue un pintor judío rumano, hermano de Harry Brauner (un conocido folclorista que fue prisionero político en la Rumanía comunista, y que más tarde se casó con Lena Constante).

## Biografía
Nació en Piatra Neamţ. Se estableció con su familia en Viena durante varios años. Estudió en la Academia de Bellas Artes de Bucarest (1919-1921) y en la escuela privada de pintura de H. Igiroşeanu. En 1925 llevó a cabo su primer viaje a París, del que regresó en 1927. En el período 1928-1931 contribuyó a la revista Unu (una publicación periódica de vanguardia con tendencias dadaístas y surrelistas), que publicó reproducciones de la mayor parte de sus cuadros y obras gráficas.
En 1930 se estableció en París, donde conoció a Constantin Brancusi, quien le instruyó en los métodos de la fotografía artística. En esta misma época se convirtió en amigo del poeta rumano Benjamin Fondane y conoció a Yves Tanguy, quien más tarde le introdujo en el círculo de los surrealistas. En 1931 pintó un autorretrato con un ojo tuerto, un tema premonitorio.
En 1933, André Breton escribiría el texto para el catálogo de la primera exposición individual de Brauner en París, en la Galerie Pierre. Posteriormente fue incluido en la exposición surrealista de Tenerife, organizada por Óscar Domínguez en 1935, año en que Brauner regresó a Bucarest. Allí se unió a las filas del Partido Comunista Rumano durante un breve período, sin una convicción muy firme.
En 1938 regresó a Francia. El 28 de agosto perdió su ojo izquierdo al mediar en una violenta discusión entre Óscar Domínguez y Esteban Francés. Brauner intentó proteger a Esteban y fue golpeado por un cristal lanzado por Domínguez: la premonición se había hecho realidad. Ese mismo año conoció a Jaqueline Abraham, que se convirtió en su esposa.

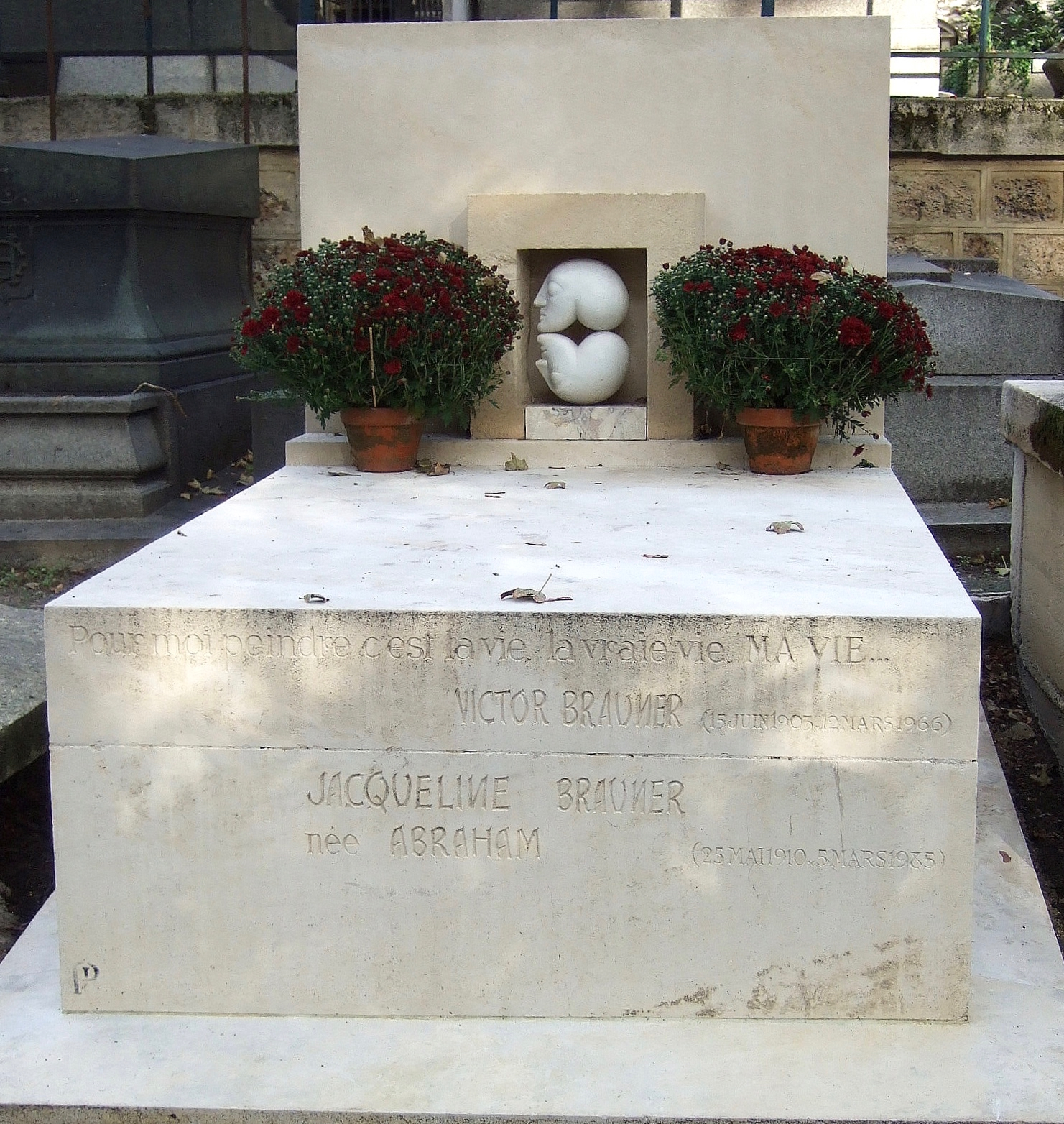
La tumba de Brauner en el Cementerio de Montmartre

Abandonó París durante la invasión alemana de Francia de 1940, junto con Pierre Malbille. Vivió durante un tiempo en Perpiñán, en casa de Robert Rius, luego en Cant-Blage, en los Pirineos Orientales y en Saint Feliu d'Amont, donde quedó recluido forzosamente.
En 1959, estableció el taller en la calle Lepic. En 1961 viajó de nuevo a Italia. Ese mismo año, la Galería Bodley de Nueva York montó una exposición individual de la obra de Brauner. Se estableció en Varengeville en Normandía, donde pasó la mayor parte de su tiempo trabajando.
Murió en París como resultado de una larga enfermedad. El epitafio de su tumba en el cementerio de Montmartre es una frase de su cuaderno de notas: «Peindre, c'est la vie, la vraie vie, ma vie» («Pintar es la vida, la verdadera vida, mi vida»).